# Joscheba
Joscheba war eine im Tanach genannte Tochter des Königs Joram und die Schwester des Königs Ahasja.

## Etymologie
Der hebräische Name Joscheba wird im MT in 2 Kön 11,2  יְהֹושֶׁבַע jəhôšæva‘ und in 2 Chr 22,11  יְהֹושַׁבְעַת jəhôšav‘at geschrieben. Die Namen sind bedeutungsgleich. Das Subjekt (יְהֹו jəhô) ist JHWH, das Prädikat gehört zur Wurzel שֶׁבַע šv‘ „schwören“. Der Name bedeutet daher „JHWH hat geschworen“.

## Die biblische Überlieferung
Die Geschichte Joschebas wird in 2 Kön 11,1–3  und 2 Chr 22,10–12  erzählt. Sie ist ein Teil der Geschichte der macht- und religionspolitischen Auseinandersetzungen in den Königreichen Juda und Israel in den 840er und 830er Jahren des 9. Jahrhunderts v. Chr.: machtpolitisch zwischen dem Usurpator Jehu und der Dynastie der Omriden, religionspolitisch zwischen den Anhängern des Baal und den Anhängern JHWHs.
Nachdem Jehu den König von Juda, Ahasja, getötet hatte, zog Ahasjas Mutter Atalja die Herrschaft in Jerusalem an sich. Um keinerlei Thronanwärter fürchten zu müssen, ließ sie im Jahre 842 v. Chr. bzw. 841 v. Chr. die Angehörigen der Familie der Davididen, in die sie eingeheiratet hatte, ausrotten. Auch ihren Enkel Joasch, den Sohn Ahasjas, zu der Zeit noch ein Säugling, wollte Atalja töten. Doch Ahasjas Schwester Joscheba brachte ihren Neffen Joas vor seiner Großmutter in Sicherheit, indem sie ihn mit seiner Amme in ihrem Gemach versteckte. Joscheba war mit dem Hohepriester Jojada verheiratet (2 Chr 22,11 ), der sich „als Sachwalter davidischer Tradition“ verstand. So vertraute Joscheba den kleinen Joas ihrem Mann an, der den künftigen König sechs Jahre lang im Tempelbezirk verbarg, um ihn in der Folge zum König zu machen. Atalja wurde im Anschluss auf Jojadas Geheiß getötet.
So kurz die Geschichte Joschebas auch ist, so ist sie als Glied in der Kette der biblischen Erzählungen der Rettungstaten von Frauen theologisch bedeutsam.